# Alcohol Is Free
«Alcohol Is Free» (укр. «Алкоголь безкоштовний») — пісня грецького гурту «Koza Mostra» та співака Агафонаса Іаковідіса, з якою вони представляли Грецію на пісенному конкурсі Євробачення 2013 в Мальме. Пісня була виконана 18 травня у фіналі, де, з результатом у 152 бали, посіла шосте місце.